# PhpMyAdmin
phpMyAdmin је алатка писана у програмском језику PHP за потребе администрирања MySQL система база података путем Веба. Тренутно може да ствара и уклања базе података, изводи операције над табелама и пољима, извршава SQL упите, руководи кључевима над пољима.

## Историја
Тобиас Рачилер (Tobias Ratschiller), извршни директор (CEO) компаније Pentap and Maguma је започео рад на веб масци (web front end) за MySQL у PHP-у 3 1998. године, инспирисан MySQL-Webadmin-ном Петера Купервајзера (Peter Kuppelwieser). Када је 2000. године одустао од пројекта због недостатка времена, phpMyAdmin је већ постао једна од најпопуларнијих PHP апликација за администрирање MySQL-а, са великом заједницом корисника и доприносилаца.
Да би координисала све већи број закрпа (patches), група од три развијача, Оливије Милер (Olivier Müller), Марк Делис (Marc Delisle) и Луј Шапо (Loïc Chapeaux), је 2001. на SourceForge-у регистровала Пројекат phpMyAdmin (The phpMyAdmin Project) и преузела даљи развој.

### Битна издања
- 0.9.0 (9. септембар 1998): Прво интерно издање.
- 1.0.1 (26. октобар 1998)
- 1.2.0 (29. новембар 1998)
- 1.3.1 (27. децембар 1998): Прва вишејезичка верзија.
- 2.1.0 (8. јун 2000): Последње издање првобитно развијача Тобиаса Рачилера.
- 2.2.0 (31. август 2001): Прво стабилно издање које је издао Пројекат phpMyAdmin.
- 2.3.0 (8. новембар 2001): Прегледи база и табела су подељени на мање одељке.
- 2.5.0 (5. новембар 2003): Увођење система трансформација базираног на MIME-у.
- 2.6.0 (27. септембар 2004): Побољшана подршка за скупове карактера и MySQL 4.1.
- 2.7.0 (24. децембар 2005)
- 2.8.0 (6. март 2006)
- 2.9.0 (20. септембар 2006)
- 2.10.0 (27. фебруар 2007)
- 2.11.0 (22. август 2007)
- 3.0.0 (27. септембар 2008)
- 3.1.0 (28. новембар 2008)
- 3.2.0 (15. јун 2009)
- 3.3.0 (7. април 2010)
- 3.4.0 (11. мај 2011)

## Тренутно стање
Софтвер, који у овом тренутку доступан у четрдесет седам различитих језика, и даље одржава Пројекат phpMyAdmin под руководством Оливијеа Милера, Марка Делиса, Александера М. Турека (Alexander M. Turek), Михаела Чихара (Michal Čihař) и Гарвина Хикинга (Garvin Hicking).

## Слични производи
је још једно слично оруђе, које обезбеђује сличну функционалност за PostgreSQL. Почело је као грана (fork) phpMyAdmin-а, међутим данас је то потпуно независна кодна база.